# Waylon Francis
Waylon Dwayne Francis Box (ur. 20 września 1990 w Limón) – kostarykański piłkarz występujący na pozycji lewego obrońcy, reprezentant Kostaryki, od 2022 roku zawodnik Herediano.
Jego brat Andrey Francis również jest piłkarzem.

## Kariera klubowa
Francis jest wychowankiem akademii juniorskiej stołecznego klubu Deportivo Saprissa, jednak profesjonalną karierę piłkarską rozpoczynał jako dwudziestolatek w zespole Brujas FC z siedzibą w Desamparados. W kostarykańskiej Primera División zadebiutował 13 stycznia 2011 w wygranym 2:0 spotkaniu z Barrio México i barwy Brujas reprezentował przez pół roku, po czym drużyna została rozwiązana, a on sam został zawodnikiem ekipy ze swojego rodzinnego miasta, Limón FC. Tam również występował bez większych sukcesów przez sześć miesięcy, zaś na początku 2012 roku przeszedł do znacznie bardziej utytułowanego CS Herediano z Heredii. Z miejsca wywalczył sobie niepodważalne miejsce w wyjściowej jedenastce i już w pierwszym sezonie, wiosennym Verano 2012, zanotował z tą ekipą swoje pierwsze mistrzostwo Kostaryki. W jesiennych rozgrywkach Invierno 2012 osiągnął z kolei wicemistrzostwo kraju, zaś po raz drugi tytuł mistrzowski zdobył w sezonie Verano 2013. Premierowego gola w najwyższej klasie rozgrywkowej strzelił 25 sierpnia 2013 w wygranej 3:2 konfrontacji z Santos de Guápiles i w tych samych rozgrywkach Invierno 2013 po raz drugi został wicemistrzem kraju.
Wiosną 2014 Francis wyjechał do Stanów Zjednoczonych, na zasadzie wolnego transferu przenosząc się do zespołu Columbus Crew, gdzie dołączył do swoich rodaków – Jairo Arriety i Giancarlo Gonzáleza. W Major League Soccer zadebiutował 8 marca 2014 w wygranym 3:0 meczu z D.C. United i od razu został podstawowym defensorem drużyny.

## Kariera reprezentacyjna
W 2011 roku Francis został powołany przez szkoleniowca Rónalda Gonzáleza do reprezentacji Kostaryki U-23 na wstępne północnoamerykańskie eliminacje do Igrzysk Olimpijskich w Londynie. Tam był jednym z ważniejszych graczy swojej drużyny, rozgrywając dwa z czterech spotkań i nie zdobywając bramki, a jego kadra zajęła drugie miejsce w grupie, później przegrywając w dwumeczu barażowym, przez co nie zdołała awansować do właściwego turnieju kwalifikacyjnego, a w konsekwencji nie dostała się na olimpiadę.
W 2013 roku Francis znalazł się w ogłoszonym przez kolumbijskiego selekcjonera Jorge Luisa Pinto składzie reprezentacji Kostaryki na turniej Copa Centroamericana. Właśnie w tych rozgrywkach zadebiutował w seniorskiej kadrze narodowej; 20 stycznia w wygranym 2:0 meczu fazy grupowej z Nikaraguą. Był to zarazem jego jedyny występ na tej imprezie, podczas której pełnił wyłącznie rolę rezerwowego, zaś jego drużyna triumfowała ostatecznie w turnieju.